# Операция «Тайфун» (1989)
Операция «Тайфу́н» — предпоследняя плановая войсковая операция советских войск в Афганской войне (1979—1989). Была проведена с 23 по 26 января 1989 года в провинциях Парван, Баглан, Кундуз с целью «нанесения возможно большего ущерба силам оппозиции в центральных и северных провинциях страны».
Общевойсковая операция частей и подразделений 108-й и 201-й мотострелковых дивизий и других частей ОКСВА на широком фронте провинций: Парван, Баглан, Кундуз с целью стабилизации военно-политической обстановки в северо-восточной зоне республики Афганистан перед началом вывода Советских войск из ДРА.
Командование операцией осуществлял генерал-лейтенант Б. В. Громов.

## Предпосылки
По воспоминанию Героя Советского Союза генерала Валерия Востротина,

У нас была договорённость с Ахмад Шахом, который в этот момент пользовался популярностью у народа, что он не будет препятствовать выводу наших войск, а мы не будем с ним воевать…
Говорят, что на проведении операции настоял Шеварднадзе, а может быть, его уговорил Наджибулла? Но в любом случае решение принимал Горбачёв, хотя военное командование, в том числе командующий армией, командиры дивизий и полков были против проведения этой операции. Нам была поставлена задача — уничтожить группировку Ахмад Шаха перед самым уходом. Но это просто непорядочно, если у нас была договорённость. <…> Мы просто знали их график работы, места расположения их постов и места их ночной дислокации. И тогда за тридцать минут до того, когда они вылезут из своих нор и станут пить чай, по всем этим точкам нанести сумасшедшие артиллерийский и авиационный удары. <…> Мы их просто подло уничтожили.

## Ход операции
В целях минимизации потерь Советской Армии боевые действия велись преимущественно бесконтактным способом: были проведены массированные авиационные бомбардировки и артиллерийские обстрелы позиций боевиков Ахмад-Шаха Масуда; использовались в том числе тактические ракеты.

## Результаты
За время операции погибло всего несколько советских солдат; потери сил моджахедов около 370 убитых. Было разрушено несколько десятков кишлаков, погибло более 1000 мирных жителей.
Согласно главному военному советнику в Республике Афганистан генерал-полковнику Михаилу Соцкову, в ходе боевых действий афганские женщины выходили на дорогу на перевале и бросали под колёса и гусеницы советской бронетехники своих мёртвых детей.
После операции Ахмад-Шах Масуд прислал письмо на имя советского посла в Афганистане Юлия Воронцова, в котором заявил:

Жестокие и позорные действия, которые ваши люди осуществили на Саланге, в Джабаль-ус-Сарадже и других районах в последние дни вашего пребывания в этой стране, уничтожили весь недавно проявившийся оптимизм. Напротив, это заставляет нас верить, что вы хотите любым путём навязать нашему мусульманскому народу умирающий режим. Это невозможно и нелогично.